# Паризька дружина
«Паризька дружина» (англ. The Paris Wife) — історичний художній роман Поли Маклейн 2011 року, який став бестселером New York Times. Це вигадана розповідь про шлюб Ернеста Гемінґвея з першою з його чотирьох дружин, Гедлі Річардсон. Маклейн вирішила писати з погляду Гедлі після того, як прочитала «Свято, яке завжди з тобою», посмертно видану 1964 року розповідь Гемінґвея про його перші роки в Парижі. Маклейн досліджувала їхні біографії, листи та романи Гемінґвея. Роман Гемінґвея «І сходить сонце» 1926 року присвячений Гедлі та їхньому синові.

## Сюжет
Книжка «Паризька дружина» зосереджується на романі, шлюбі та розлученні Ернеста Гемінґвея та його першої дружини Гедлі Річардсон, які познайомилися, коли Гемінґвею було 20 років, а Річардсон — 28. Вони одружуються і незабаром після цього переїжджають до Парижа, де Гемінґвей подружився з Езрою Паундом, Ф. Скоттом Фіцджеральдом, Гертрудою Стайн і Джеймсом Джойсом. Гедлі бачить відкриті шлюби/стосунки друзів свого чоловіка та підозрює, що він закрутив роман із Дафф Твісден, поки не з’являється його книжка «Сонце також сходить», і тоді Гедлі розуміє, що їхні особливі стосунки пов’язані з тим, що Дафф — це іскра, яка запалила перший бестселер Гемінґвея. Напруження зростає, коли Гемінґвей посилює свою сатиру на Шервуда Андерсона, яку схвалює нова подруга його дружини, Полін Пфайфер. Шлюб розпадається, коли Гемінґвей починає роман із Полін Пфайффер.

## Прийняття
Роман «Паризька дружина» здобув популярність серед читачів і «потрапив на вершину списку бестселерів New York Times незабаром після виходу 2011 року». Авторка Гелен Сімонсон похвалила книжку за «її зображення двох пристрасних, але людяно недосконалих людей, які борються з неймовірними труднощами — бідністю, творчим завзяттям, руйнівною дружбою — щоб утриматися одне за одного». З іншого боку, літературна критикиня Джанет Маслін розкритикувала образ Річардсон, який створила Маклейн, як «обтяжену деталями зануду».

## Переклад українською
2019 року у «Видавництві XXI» вийшов український переклад роману. Перекладачка — Ірина Вікирчак.

## Зовнішні посилання
- Офіційний сайт The Paris Wife в Random House